# 大瀬欽哉
大瀬 欽哉（おおせ きんや、1891年（明治24年） - 1991年（平成3年））は、日本の歴史家。鶴岡市立図書館館長、（社）荘内文化財保存会理事、山形県地域史研究協議会副会長、栄典・称号は、勲六等単光旭日章・鶴岡市名誉市民。

## 来歴
1891年（明治24年）山形県鶴岡市家中新町に銀行員の大瀬正の四男として生まれる。荘内中学校（山形県立鶴岡南高等学校）を経て、山形師範学校第二部卒業。西田川郡で高等小学校の教師を務める。1936年（昭和11年）鶴岡市立図書館に司書として勤務し、同図書館館長を務める。1950年（昭和25年）以文会（現・致道博物館）が設立され評議員に就任。1955年（昭和30年）図書館館長を退職。
1961年（昭和36年）高山樗牛賞、1971年（昭和46年）第17回斎藤茂吉文化賞を受賞し、1979年（昭和54年）12月1日勲六等単光旭日章を受章した。1987年（昭和62年）鶴岡市名誉市民顕彰。
1991年（平成3年）死去。99歳没。

## 著作物

### 著書
- 出版年不明 『郷土のおいたち』
- 1952年（昭和27年） - 『郷土成田新田のあゆみ』 東郷村成田新田協議委員会
- 1955年（昭和30年） - 『庄内史年表』
- 1957年（昭和32年） - 『城下町鶴岡』 鶴岡市教育研修所社会科同好会
- 1959年（昭和34年） - 『黒川能史料』
- 1961年（昭和36年） - 『山形県史　鶏肋編　上　下二巻』
- 1962年（昭和37年） - 『鶴岡市史（上）』
- 1973年（昭和48年） - 『鶴岡百年のあゆみ - 続 城下町鶴岡 - 』 鶴岡郷土史同好会
- 1974年（昭和49年） - 『三川町史』 編纂：三川町
- 1993年（平成5年） - 『追慕大瀬欽哉先生』 編纂：鶴岡市

### 共著
- 1970年（昭和45年） - 『山形県立鶴岡南高等学校八十年史』 斎藤正一・佐藤誠朗（共著） 創立80周年記念事業期成同盟会
- 1994年（平成6年） - 『山形県立鶴岡南高等学校百年史』 斎藤正一・佐藤誠朗（共著） 鶴岡南高校・鶴翔同窓会

### 共編
- 1976年（昭和51年） - 『庄内人名辞典』 酒井忠治、酒井忠一、犬塚幹士（編）「庄内人名辞典刊行会」（発行）

### 監修
- 1988年（昭和63年） - 『分かりやすい庄内の戊辰戦争』 秋保親英（著） 致道博物館